# Badárská kultura

Mapa znázorňující rozšíření badárské kultury

Badárská kultura je kultura pravěkého Egypta z období 4400–4000 př. n. l. Předcházela jí pravděpodobně Merimdská kultura. Název kultury pochází z naleziště Badárí poblíž Sohágu. Nálezy patřící Badárské kultuře byly objeveny i mimo okolí Badárí – na jihu v Armantu, el-Kábu a Hierakonpolis, na východě ve Vádí Hammámatu.

## Původ badárské kultury
Původně se archeologové domnívali, že tato kultura přišla z jižní části Egypta, kde se nenachází vápenec. Vedly je k tomu nálezy kamenných nástrojů, které nebyly vyrobeny z rohovce.
Technika výroby je však zřejmě příbuzná s technikou používanou v mladším neolitu v Západní poušti. Keramika s jemným zdrsněním povrchu tak může být pokračováním saharské tradice hlazené keramiky. Badárská kultura by pak přišla z této oblasti.

## Hroby
V lokalitě Badárí bylo nalezeno asi 600 hrobů a 40 osad. Všechny hroby mají tvar jednoduché jámy, do níž byli zemřelí pohřbeni. Těla leží většinou na rohoži a jsou v uvolněné skrčené poloze na levém boku, a hlavou k jihu a tváří k západu. Pohřební výbava ukazuje na nerovnoměrné rozdělení bohatství. Bohatší hroby jsou shlukovány do jedné části pohřebiště.

## Keramika
Keramika, která je obsažena v hrobech patří k typickým prvkům badárské kultury. Tvary nádob jsou jednoduché a patří mezi ně hlavně poháry a misky s rovným okrajem a zakulaceným dnem. Mnoho nádob má černý okraj, ale mají hnědší povrch než keramika z období Nakáda I. Typickým znakem je jemné zdrsnění povrchu nádob hřebenem. Za charakteristické se považují také nádoby na nožce.

## Další výrobky
Kamenné výrobky tvoří různé úštěpy a čepele. Mezi nástroji převládají škrabadla a děrovače, sekery, srpy a hroty šípů s konkávní základnou.
Dalšími nalezenými výrobky jsou spony do vlasů, hřebeny, náramky a korálky z kosti a slonoviny. Tvar kosmetických palet používaných k roztírání líčidel je omezen na podlouhlé obdélníkové nebo oválné tvary.
Byly také nalezeny hliněné a slonovinové sošky. Některé byly ztvárněny poměrně realisticky, ale některé byly i dosti stylizovány. V malém množství se již objevila i kovaná měď.

## Hospodářství
Nálezy z osad dokládají zemědělství a pastevectví. V sýpkách byla nalezena pšenice, ječmen, čočka a hlízy. V Hammáji byly objeveny ohrady pro ovce a kozy. Důležitým doplňkem stravy byl rybolov.
Mořské lastury nalezené v hrobech svědčí o kontaktech s pobřežím Rudého moře. Měď by mohla pocházet z Východní pouště nebo ze Sinaje.

## Následující kultura
Původně byla badárská kultura považována za časově oddělenou kulturu, z níž se vyvinula kultura Nakáda. Existují však domněnky, že badárien se časově shodoval s nejstarší fází Nakády, s Nakádou I. Protože vývoj Nakádské kultury probíhal jižněji než je centrum badárské kultury, je možné, že zde badárien přetrval delší dobu.